# Hazel Green, Alabama
Hazel Green je nevključeno naselje in cenzusno določen kraj, ki se nahaja v okrožju Madison v ameriški zvezni državi Alabama.
Leta 2000 je naselje imelo 3.805 prebivalcev na 26 km².